# Kistormás
Kistormás là một thị trấn thuộc hạt Tolna, Hungary. Thị trấn này có diện tích 11,35 km², dân số năm 2010 là 320 người, mật độ 28 người/km².